# Szahara (sivatag)

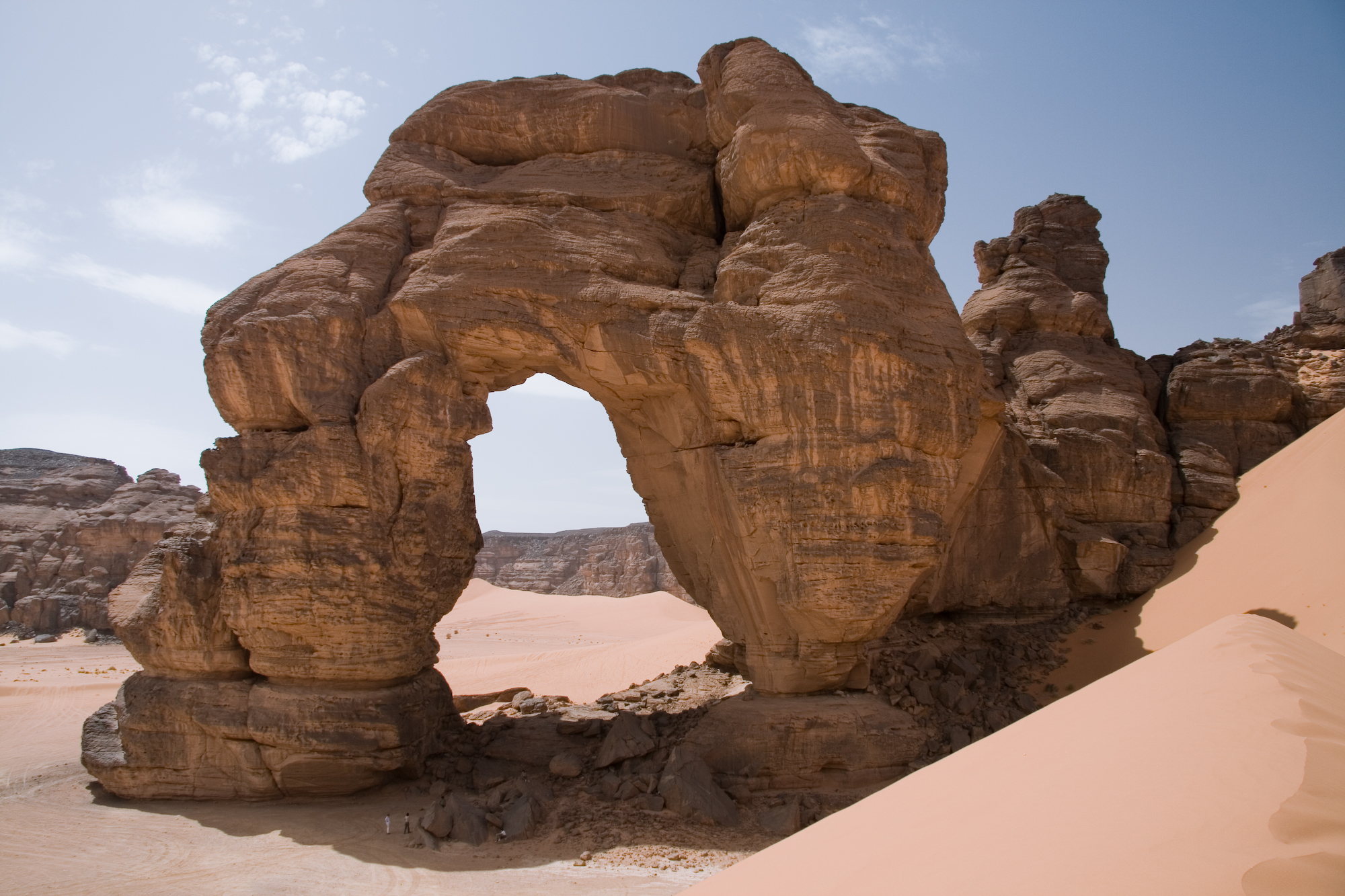
Természetes sziklaív Délnyugat-Líbiában

A Szahara a Föld legnagyobb forró sivataga és összességében a harmadik legnagyobb sivatag az Antarktisz és az Arktisz hideg sivatagai mögött.
Az Észak-Afrikában elterülő sivatag területe több mint kilencmillió négyzetkilométer. A „szahara” név az arab „sivatag” szóval egyezik meg, némileg eltérő kiejtéssel (ṣaḥrā, sahrá, száhrá).
A sivatag Algéria, Csád, Egyiptom, Eritrea, Líbia, Mali, Mauritánia, Marokkó, Niger, Nyugat-Szahara, Szudán és Tunézia hatalmas területeit foglalja el.
Legnagyobb része a közfelfogással ellentétben hamada (kő- és sziklasivatag) és nem erg (homoktenger). A Szahara a helyi mezőgazdasági módszerek miatt kiszáradó szomszédos füves területeket bekebelezve délnek terjeszkedik, egyes becslések szerint akár évi 48 kilométert is halad Afrika belseje felé (elsivatagosodás).
A Szahara valamikor a mainál sokkal nedvesebb volt; benne legalább az utolsó jégkorszak óta élnek emberek. A Szaharában vízhez kötött állatok (például krokodilok) több mint harmincezer sziklarajzát találták meg (több mint felüket a délkelet-algériai Taszilin-Ádzserben). Dinoszauruszok – köztük az Afrovenator, a Jobaria és az Ouranosaurus – fosszíliái is előkerültek.
A mai Szahara azonban vegetációban szegény, kivéve a Nílus völgyét, az oázisokat és az északi fennsíkokat, ahol olyan mediterrán növényeket termesztenek, mint az olajfa. A Szaharában ma is több mint 2,5 millió ember él, a legtöbben Egyiptomban, Mauritániában, Marokkóban és Algériában.
Legfontosabb etnikai csoportjai: az őslakos berberek, mint a tuareg törzsek, olyan elarabosodott berber csoportok, mint a hasszaníja nyelvű mórok (vagy szahravik, „szaharaiak”), illetve különböző fekete népek, mint a tubuk, núbiaiak, zagavák, kanurik, fulbék, hauszák és szongajok.

## Elhelyezkedése, tagolása
Nyugaton az Atlanti-óceán, északon az Atlasz és a Földközi-tenger határolja, Egyiptom és a Vörös-tenger keleten, és délen Szudán (régió), illetve a Niger folyó völgye. A sivatagot a következő földrajzi egységekre szokták osztani: Nyugat-Szahara, a középső Ahaggar-hegység, a Tibeszti-hegység, az Aïr-hegység (sivatagi hegyek és magas fennsíkok), a Tenere sivatag és a Líbiai-sivatag (ez a legszárazabb régió). A Szahara legmagasabb pontja a 3415 méter magas Emi Koussi pajzsvulkán a Tibeszti-hegységben, Csád északi részén.
A Szahara Észak-Afrikára és szub-szaharai Afrikára osztja a kontinenst. A Szahara déli határán félszáraz szavannák húzódnak, a Száhil öv, amelytől délre a nedvesebb Szudán és Kongó-medence találhatók.

## Földrajza
A Szahara sivatagi formáit a szél (aeoli homokkő) és a ritka esőzések formálták. Ilyen formák a homokdűnék és homokmezők vagy homoktengerek (erg), a köves síkságok (hamada), a kavicssíkságok (reg), a száraz völgyek (vádi) és a sósíkságok (satt vagy sott). Rendhagyó terepformái közé tartozik az űrből is kivehető spirális formájú mauritániai Bikaszem.
A sivatagból számos hegy és hegység emelkedik ki, köztük sok vulkáni, köztük az Aïr-hegység, az Ahaggar-hegység, a Tibeszti-hegység, az Adrar des Ifoghas és a Vörös-tengeri hegység.
A Szahara folyóvizei többnyire csak szezonálisan létezők. A fő kivétel a Nílus, amely közép-afrikai forrásvidékétől észak felé haladva a Földközi-tengerbe ömlik, folyása mentén hatalmas területeket öntözve. A földalatti vízzáró rétegek néhol elérik a felszínt, oázisokat létrehozva, mint amilyen a Baharijja, a Gardaja, a Timimun, a Kufra és a Szíva.
A Szahara középső része hiperszáraz, alig valami vegetációval. Északi és déli szegélyein és fennsíkjain vannak ritkás fűvel és sivatagi bozóttal fedett területek és a vizet összegyűjtő vádikban fák és magasabb bokrok is előfordulnak.

### Határainak meghatározásai
Egyiptomban és Líbia egyes vidékein északon a Szahara egészen a tengerpartig nyújtózik, de Kürenaikában és a Magrebben északon mediterrán erdőkkel és bozótosokkal határos. Ez utóbbi területek mediterrán éghajlatúak, téli esőzésekkel. Frank White és Robert Capot-Rey, földrajztudós botanikai meghatározása szerint a Szahara északi határa a datolyapálma (Phoenix dactylifera) termesztésének északi határával és a mediterrán eszpartófű elterjedésének déli határával esik egybe. A Szahara északi határa szintén egybeesik a száz milliméter éves csapadékmennyiséget kapó területek szegélyén húzódó vonallal.
A Szahara déli határa mentén húzódó Száhel-övezet esős évszaka már a nyár. A Szahara botanikailag meghatározott déli határa a Cornulaca monacantha libatopféle (Chenopodiaceae) elterjedésének déli határával, illetve a Száhelre jellemző Cenchrus biflorus pázsitfűféle északi határával egyezik meg.
Az éghajlati kritériumok alapján a déli határ a 150 milliméteres éves csapadékvonal (amely azonban évről évre sokat változik).

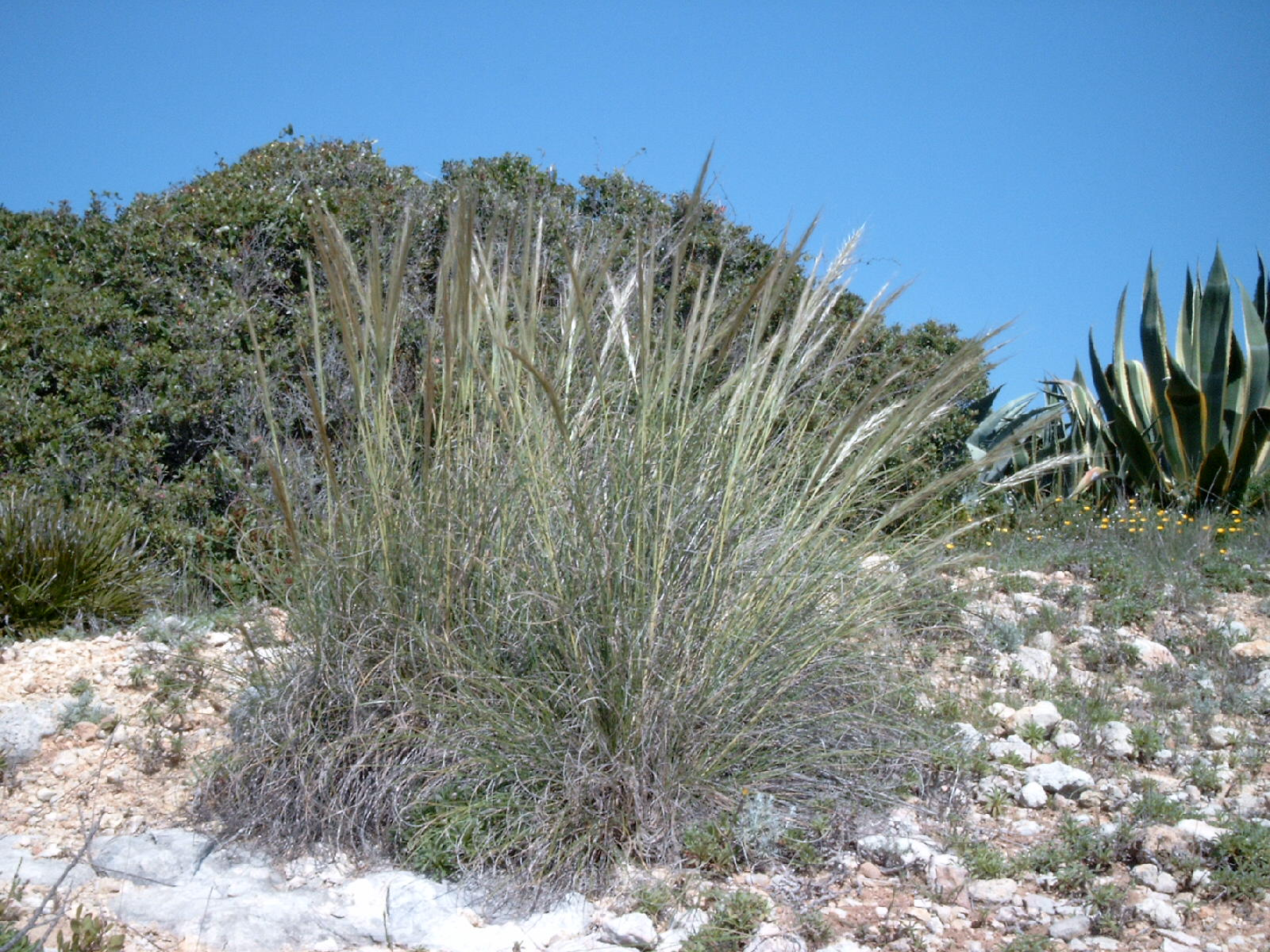
Eszpartófű
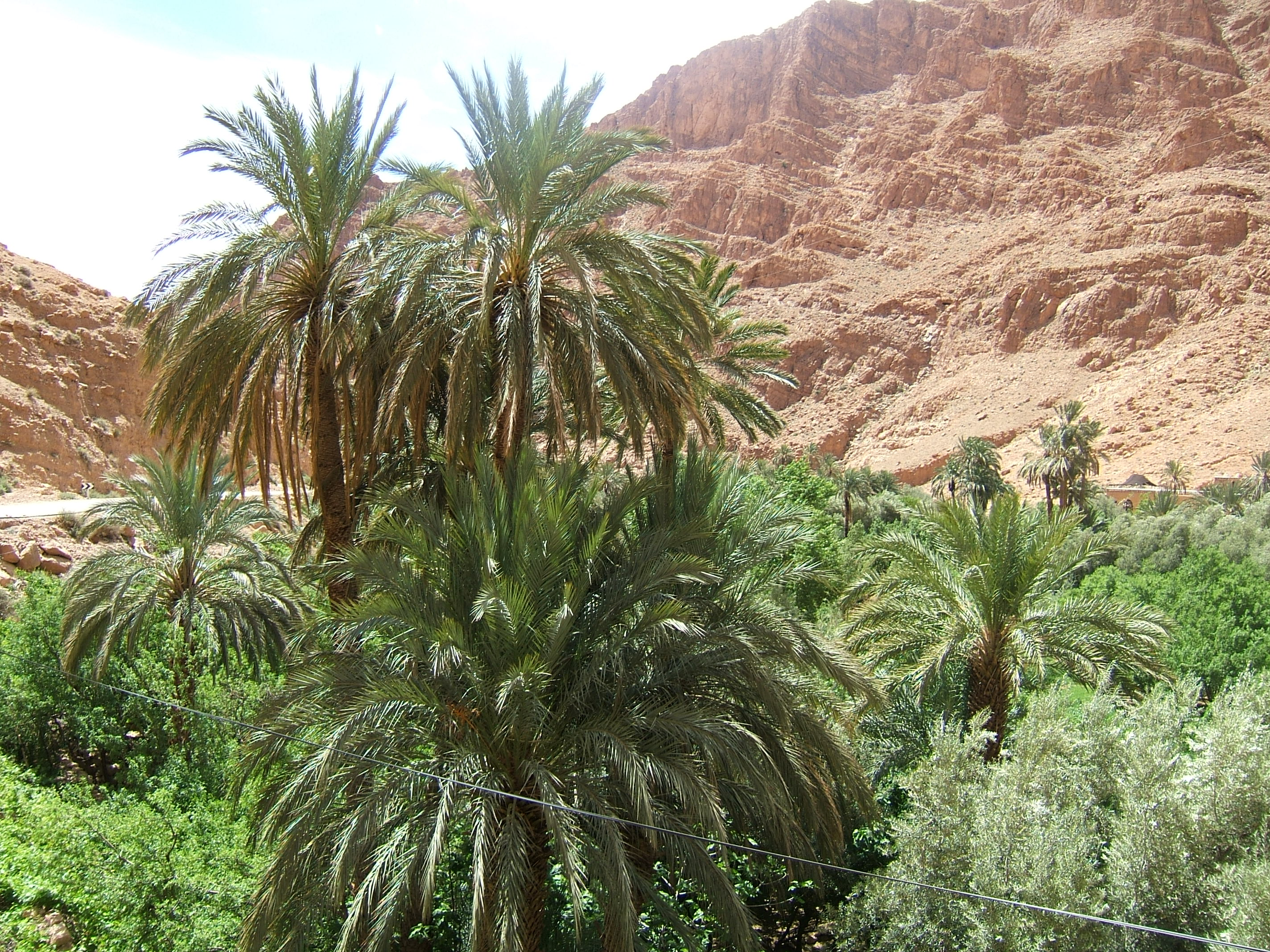
Datolyapálma liget Dél-Algériában
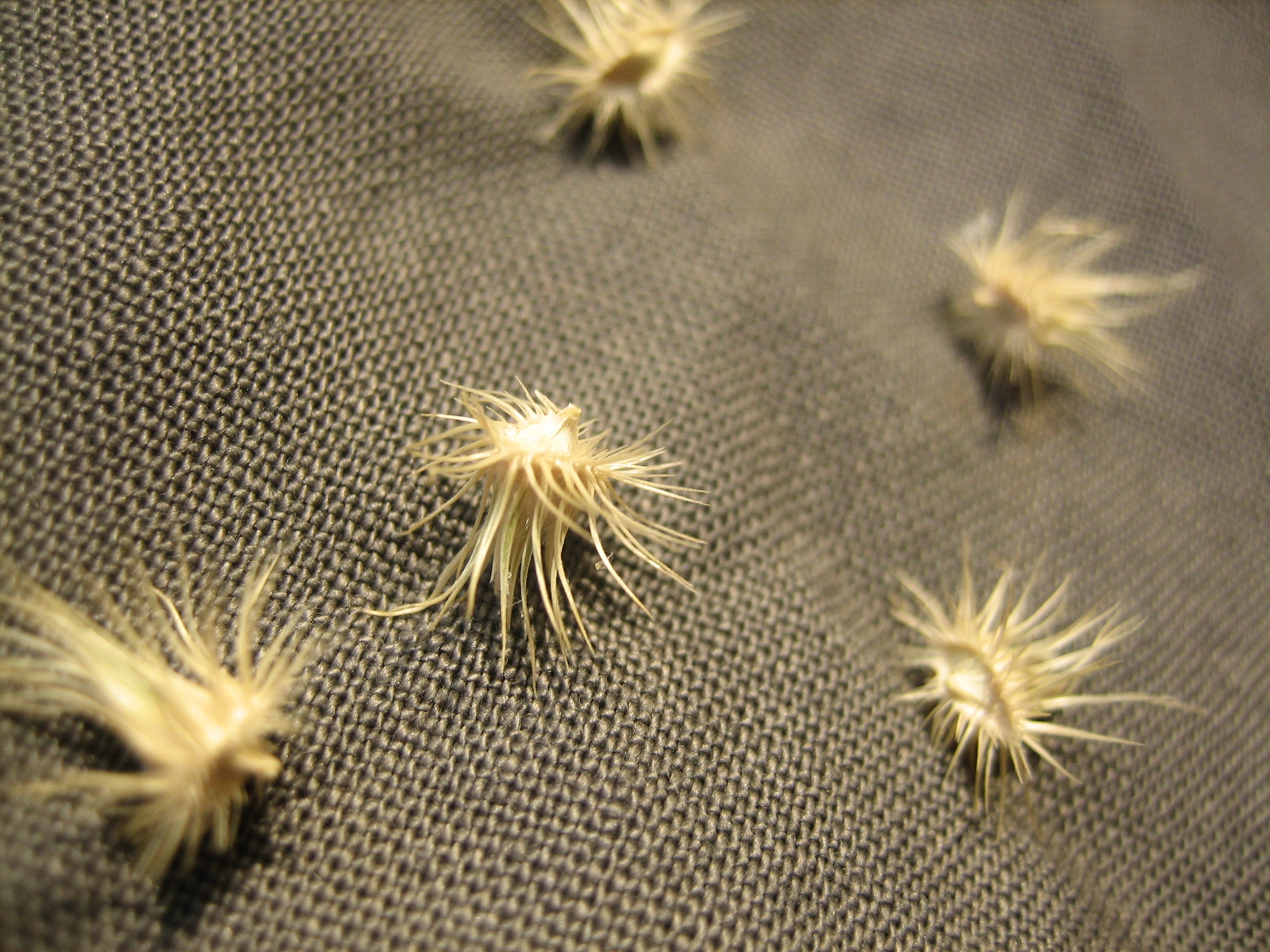
Cenchrus biflorus szöveten
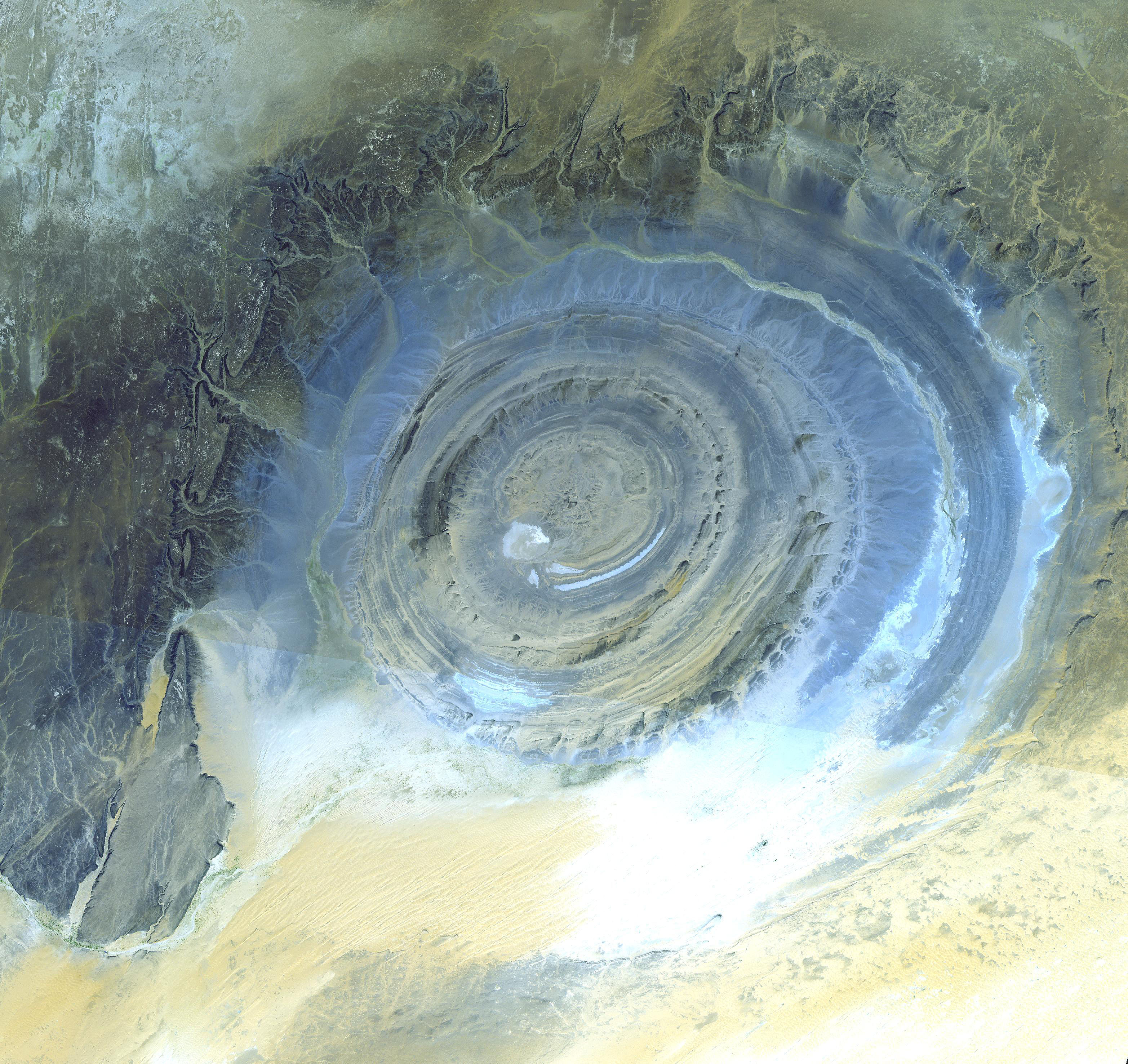
A Richat-képződmény műholdról
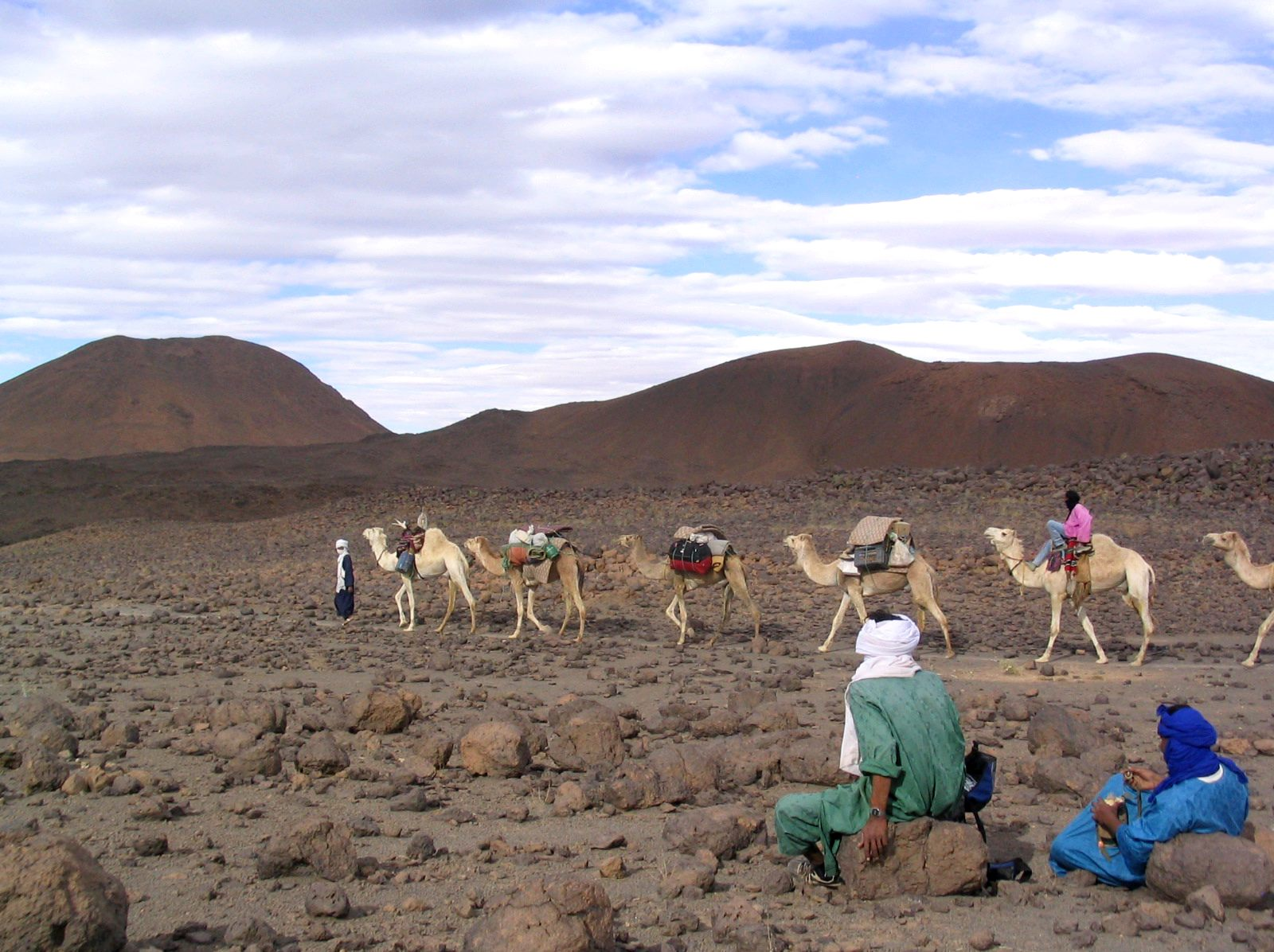
Karaván az Ahaggar-hegységben
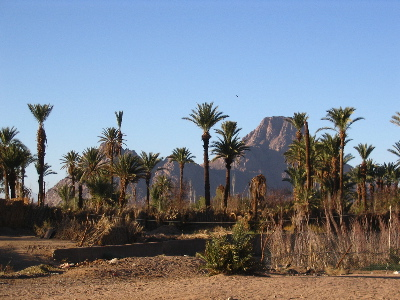
Oázis az Ahaggar-hegységben

## Éghajlatának története
A Szahara éghajlata az elmúlt néhány százezer évben többször is nagyot változott. Az utolsó jégkorszak idején nagyobb volt, mint ma, délen mai határain túl terjeszkedett. A jégkorszak vége után, i. e. 8000 és i. e. 6000 közt éghajlata az élővilág számára kedvezőbbre fordult — talán azért, mert az északon zsugorodó jégmezők alacsony nyomású övezeteket alakítottak ki. A jégmezők eltűnése után északi része kiszáradt.
Ezután a monszunzóna (amely ma csak a Száhil öv szélességi köreiig szállít esőt) északabbra húzódott, és megakadályozta a Szahara déli részének kiszáradását. A nyári monszun idején a felforrósodó szárazföld feletti száraz levegő felemelkedik, és helyébe az óceán felől érkező nedvesebb esőt hoz — a Szahara tehát nyáron volt csapadékosabb. Egy időben úgy vélték, hogy a napsugárzás energiája a Föld keringési paramétereinek változása miatt változik (a Milanković-elmélet szerint kilencezer éve a Föld tengelyének dőlése nagyobb volt, mint ma, így a nyári napközeli apszis július végén jött el.)
Kr. e. 3400 környékére a monszunhatár körülbelül mai helyére húzódott vissza, a Szahara területének fokozatos elsivatagosodását okozva amely igen hosszú ideig tartott. A szaharai pumpa elmélet az ezen éghajlati hullámzások miatti flóra-, fauna- és embervándorlásokat írja le.
A legújabb kutatások alapján a terület mai formáját mintegy 2700 évvel ezelőtt, azaz Kr. e. 700 körül nyerte el.
A Szahara ma a Föld egyik legmostohább éghajlatú területe. Az uralkodó északkeleti szél gyakran okoz homokviharokat és porforgókat. A csapadék ritka, de nem ismeretlen. A Szahara fele kevesebb mint két centiméternyi esőt kap évente, a maradék kevesebb, mint 10 centimétert. Ritkán esik az eső, sok helyen akár többéves szünetet követően, akkor viszont általában felhőszakadásszerű.
A Szahara csapadékmennyiség alapján mért déli határa 1980 és 1990 között előre és visszafelé is mozgott. A száheli szárazság következtében összességében dél felé mozdult el mintegy 130 kilométert. A legutóbbi években az elerdőtlenítés is hozzájárul a Szahara déli irányú terjeszkedéséhez, mivel az itt élők továbbra is tüzelőnek használják a fákat és bokrokat.

## Történelme

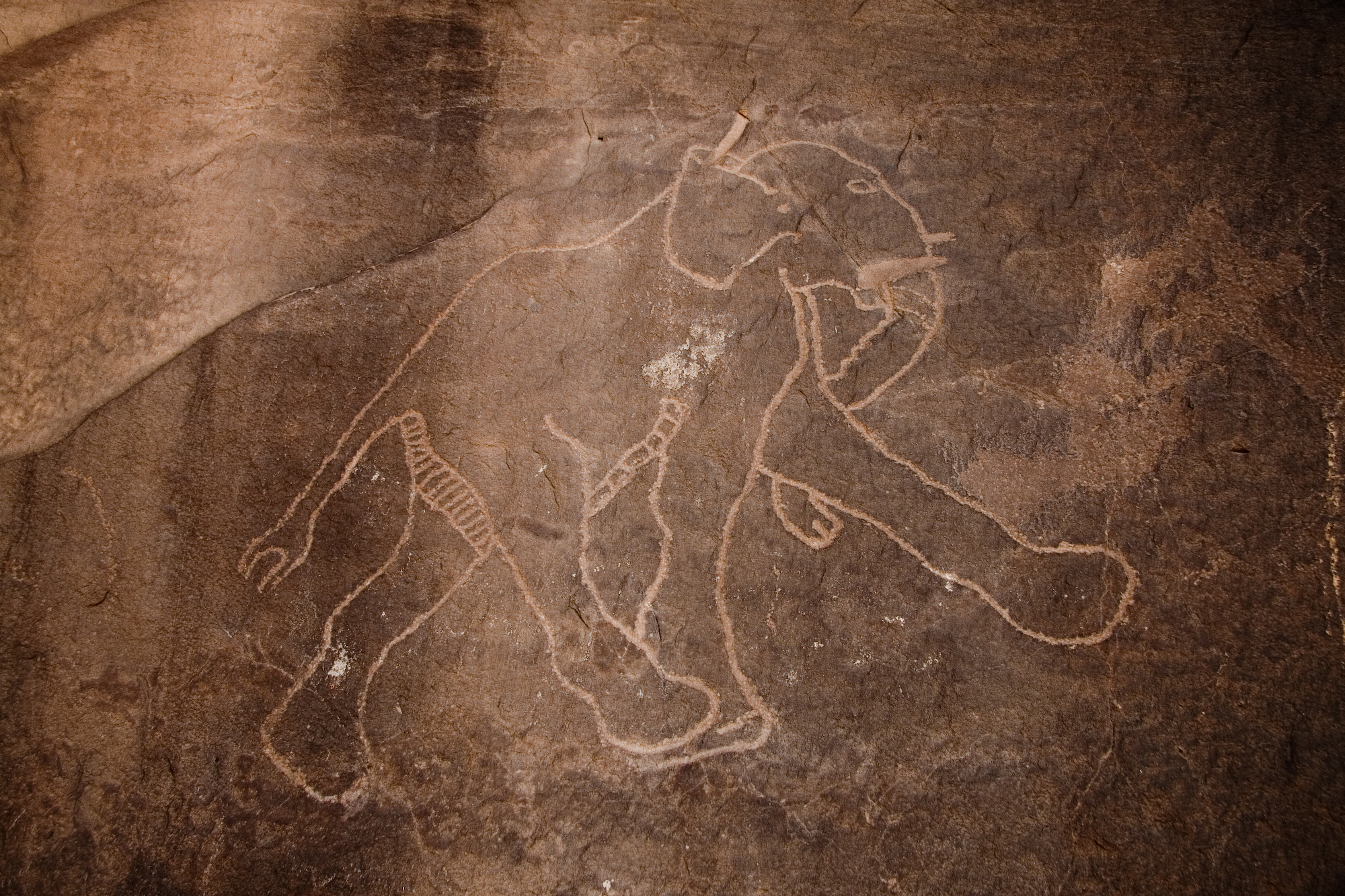
Elefántot ábrázoló kőkori sziklavéset Nyugat-Líbia Akkakusz-hegység nevű sivatagi régiójában

I. e. 7000 és i. e. 2000 közt a Középső-Szahara síkságain dús füvű puszták hullámoztak, gazdag állatvilággal, folyókkal, mocsarakkal. Ez az ember számára is ideális környezet volt, a sivatagot mai nevén a pontozott hullámvonalas kultúra népe lakta, amely a macskahal gerinctüskéivel díszített kerámiáiról kapta a nevét. Pattintott kő nyílhegyeket használtak, strucctojás héjából faragtak gyöngyöket, jellegzetes fegyverük a csontból metszett, szakállal ellátott harpuna volt. A hatalmas területen elterjedt kultúra népei falvakat alkottak és vadászó, gyűjtögető kőkori elődeiktől eltérően szinte kizárólag halászatból éltek, halételeiket az i. e. 7. évezred végén megjelent agyagedényekben készítették el. A fazekasság az északabbra fekvő Alsó-Egyiptomban csak az i. e. 4. évezredben terjedt el. Ez a népesség az i. e. 4. évezred elején tért át a pásztorkodó gazdálkodásra, háziasítva az őstulok helyi, rövid szarvú változatát. Juhot, kecskét már az i. e. 5. évezred elejétől tartottak a kürenaikai barlangok üledékeinek tanúsága szerint a Földközi-tenger partvidékén, és feltételezhetően ezekkel nagyjából egyidejűek a Felső-Nílus lelőhelyein talált maradványok. A szaharai marhacsordák létezéséről sziklafestmények is tanúskodnak. Az ábrázolt emberek nem voltak negroid jellegűek, így lehetséges, hogy az életformaváltást a népesség kicserélődése okozta. A Szahara termékeny vidéke i. e. 3500 körül kezdett kiszáradni, de mai formáját csak i. e. 700 körül nyerte el.

## Hatása a Föld globális éghajlatára
A Szahara a Föld legnagyobb portermelőjeként évente több mint 1 milliárd tonna port juttat a légkörbe. Ezt a szelek négy fő irányban szállítják:
- „szaharai légrétegnek” is nevezett kalima szél nyugatnak, az Atlanti-óceánon át a Kanári- és a Zöldfoki-szigetek felett Észak- és Dél-Amerikáig viszi;
- a passzáthoz kapcsolódó harmattán szél a Guineai-öbölbe viszi az ásványi szemcséket;
- északi felé fúvó szelek Európába hordják a port,
- kelet felé fúvókból pedig a Közel-Keleten és a Vörös-tengerbe hullik ki.[19]

## Népei és nyelveik
A Szahara számos nép és nyelv otthona. A leggyakrabban hallható nyelv a Szaharában az arab, amelyet a Vörös-tengertől az Atlanti-óceánig beszélnek. Nyugat-Egyiptomtól Marokkóig berber népek is élnek, köztük a Közép-Szahara tuareg pásztorai. A Vörös-tengeri-dombságban, Délkelet-Egyiptomban és Kelet-Szudánban élnek a bedzsák. Az arab, berber és bedzsa nyelvek az afroázsiai nyelvcsaládhoz tartoznak.

## Városok
Fontosabb szaharai városok: 
- Támanrászet, Kargla, Bésar, Haszi Meszaúd, El Ued és Gardaja (Algéria),
- Timbuktu (Mali),
- Agadez (Niger),
- Gat (Líbia)
- Faja (Csád).

## Fordítás
- Ez a szócikk részben vagy egészben  a   Sahara című angol Wikipédia-szócikk ezen változatának fordításán alapul.  Az eredeti cikk szerkesztőit annak laptörténete sorolja fel. Ez a jelzés csupán a megfogalmazás eredetét és a szerzői jogokat jelzi, nem szolgál a cikkben szereplő információk forrásmegjelöléseként.